# Christien Rijnsdorp
Christien Rijnsdorp es un escultor, pintor e instalador neerlandés, nacido el 19 de abril de 1951 en el barrio de Katendrecht (nl) en el sur de Róterdam.

## Datos biográficos
Christien Rijnsdorp es el autor de la escultura el ascensor - De hef - que forma parte del proyecto Sokkelplan de La Haya, obra instalada en 2007.

## Obras (selección)
| Título               | Año  | Localización                                                                                                | Imagen                 |
| -------------------- | ---- | --- | ---------------------- |
| el ascensor - De hef | 2007 | La Haya Grote Marktstraat dentro del proyecto Sokkelplan. 52°4′35.87″N 4°18′45.32″E / 52.0766306, 4.3125889 | - Pulsar para ampliar. |